# (6619) Kolya
(6619) Kolya est un astéroïde de la ceinture principale.

## Description
(6619) Kolya est un astéroïde de la ceinture principale. Il fut découvert le 27 septembre 1973 à Nauchnyj par Lioudmila Tchernykh. Il présente une orbite caractérisée par un demi-grand axe de 3,17 UA, une excentricité de 0,19 et une inclinaison de 19,1° par rapport à l'écliptique.

## Compléments